# Beardsley, Minnesota
Beardsley là một thành phố thuộc quận Big Stone, tiểu bang Minnesota, Hoa Kỳ. Năm 2010, dân số của thành phố này là 233 người.

## Dân số
- Dân số năm 2000: 262 người.
- Dân số năm 2010: 233 người.